# Bill Barilko
William „Bill“ Barilko (* 25. März 1927 in Timmins, Ontario; † 26. August 1951 in der Nähe von Cochrane, Ontario) war ein kanadischer Eishockeyspieler, der für die Toronto Maple Leafs in der National Hockey League aktiv war.

## Karriere
Bill Barilko begann seine Karriere in der Pacific Coast Hockey League bei den Hollywood Wolves und spielte für sie bis zum Februar 1947. Damals wurde er von den Toronto Maple Leafs als Ersatzspieler verpflichtet.
1947 bis 1949 konnte er mit den Maple Leafs den Stanley Cup drei Mal in Folge gewinnen. In der Saison 1950/51 erreichten sie erneut das Finale. Nach vier Spielen stand es 3-1 für Toronto und im fünften Spiel ging es in die Verlängerung. Nach zwei Minuten und 53 Sekunden traf Barilko, der als Verteidiger erst vier Playoff-Tore in seiner Karriere geschossen hatte, zum Sieg der Maple Leafs und damit auch zum Stanley-Cup-Gewinn.
Vier Monate später, am 26. August 1951, flogen Barilko und ein Freund mit einem kleinen Flugzeug von Fairchild in den Norden von Québec, um dort zu fischen. Auf dem Rückflug verschwand das Flugzeug und selbst nach einer intensiven Suche konnte es nicht gefunden werden. Am 7. Juni 1962 entdeckte ein Pilot das Wrack etwa 100 Kilometer nördlich von Cochrane.
Die Maple Leafs hatten in diesem Jahr den Stanley Cup gewonnen, zum ersten Mal seit dem Verschwinden von Barilko. Die kanadische Rockband The Tragically Hip befasste sich in ihrem 1992 erschienenen Song Fifty Mission Cap mit der Tragödie um Barilko und damit, dass die Maple Leafs, während er verschollen war, den Stanley Cup nicht gewinnen konnten.
Die Toronto Maple Leafs sperrten seine Nummer 5. Sie war lange neben der Nummer 6 von Ace Bailey die einzige, die nicht mehr vergeben wurde, da zunächst nur Nummern von Spielern durch die Maple Leafs gesperrt wurden, die sich um das Team besonders verdient gemacht hatten, während ihrer Zeit als Spieler in Toronto starben oder ihre Karriere auf Grund von Verletzungen beenden mussten.

## Erfolge und Auszeichnungen
- Stanley Cup: 1947, 1948, 1949 und 1951